# Justin Godart
Pour les articles homonymes, voir Godart.
Justin Godart, né le 26 novembre 1871 à Lyon et mort le 13 décembre 1956 à Paris, est un avocat et homme politique français, député et sénateur du Rhône sous l'étiquette radicale-socialiste, plusieurs fois secrétaire d'État et ministre de la Santé et enfin maire de Lyon.
Il fonde en 1918 la Ligue contre le cancer, dont il assure la présidence jusqu'à sa mort.

## Biographie

### Études
Né dans le quartier des Brotteaux, issu d'un milieu modeste, il étudie au lycée Ampère à Lyon. Il obtient un doctorat en droit en 1899 en soutenant une thèse sur L’ouvrier en soie, puis devient avocat.

### Carrière politique

#### Entre-deux-guerres
Militant au Parti radical-socialiste, il commence sa carrière politique en 1904 en même temps qu'Édouard Herriot, lorsqu'il est élu adjoint au maire de Lyon dans la municipalité menée par Jean-Victor Augagneur.
Député de Lyon (1906-1926), puis sénateur du Rhône (1926-1940), il se consacre aux questions sociales : à la santé, à l'hygiène et aux « diminués physiques ». Il devient notamment président de la Commission internationale d'enquête dans les Balkans (Serbie, Bulgarie, Grèce, Turquie, Albanie), organisée par la Fondation Carnegie pour la paix internationale en 1913.
En son hommage, les municipalités albanaises de Tirana, Durrës, Shkodër et Vlora ont baptisé une de leurs rues en son nom.
En 1914, il occupe la vice-présidence de la Chambre des députés. Sous-secrétaire d'État de la Guerre durant le premier conflit mondial, il est responsable du Service de santé militaire de 1915 à 1918 et le réorganise, tout en menant, pour la première fois en France, une politique inédite de santé publique. En décembre 1916, il demande à Gustave Roussy de créer un centre neurologique (ce qui sera fait au fort de Salins), afin de remettre sur pied et de renvoyer le plus rapidement possible les traumatisés de guerre (« pithiatiques », « plicaturés » et paralysés) au front. Le 14 mars 1918, à la fin de la guerre, il fonde la Ligue franco-anglo-américaine contre le cancer. Membre de la direction de la Ligue des droits de l'homme, il fonde aussi, en 1934, la Ligue internationale contre le cancer. En 1929, il participe à la création de l'hôpital Foch à Suresnes.

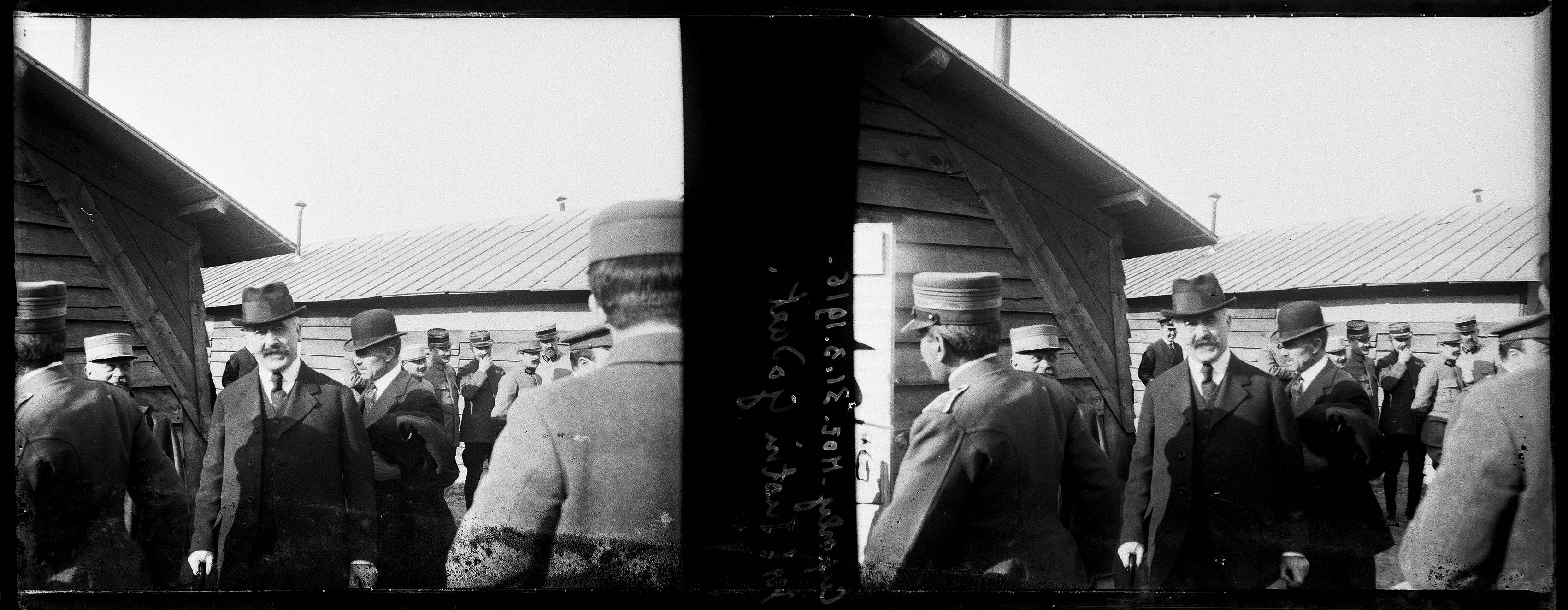
Visite de Justin Godart à Cuperly en 1916.
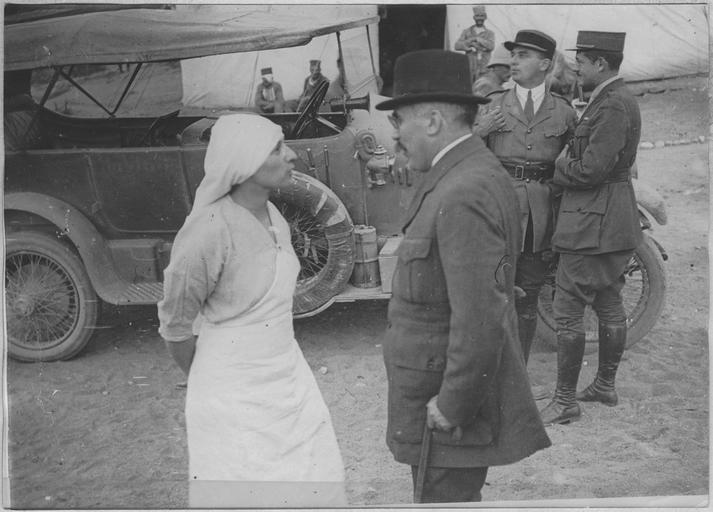
Justin Godart s'entretenant avec la princesse Narychkine, fondatrice de l'hôpital Grèce, en 1917.

Il est à l'initiative de la création, en 1923, de la mission archéologique française en Albanie. Cette mission, dirigée par l'archéologue Léon Rey, mènera une campagne de fouille de premier ordre à Apollonia d'Illyrie, une ancienne cité grecque.
Il prend part aux débats sur la définition d'une législation internationale dans le domaine sanitaire et s'investit à ce titre dans l'Organisation internationale du travail et le Bureau international du travail. Il est ministre du Travail et de l'Hygiène en 1924-1925 et ministre de la Santé en 1932. Le 4 août 1924, il fonde l’Office national d’hygiène sociale, organisme public financé initialement par la fondation Rockefeller et destiné à lutter contre la tuberculose.
En 1926, il crée l'association France-Palestine qui deviendra l'association France-Israël après la création de l'État d'Israël. En 1928, il est un des 25 membres fondateurs de l'Académie des gastronomes.
En 1933, il fonde l'association « Agriculture et Artisanat » pour donner un métier aux jeunes juifs réfugiés en partance pour la Palestine.
La loi du 19 juillet 1933 dite Godart intègre le service dans l'addition au restaurant (le décret d'application est pris le 4 juin 1936).

#### Seconde Guerre mondiale et après la Libération
Devant la montée du nazisme, il défend la communauté juive, s'occupe de l'Œuvre de secours aux enfants, de l'accueil des immigrés, et plaide sans relâche pour la défense de leurs droits. En 1940, il fait partie des 80 parlementaires qui votent contre la remise des pleins pouvoirs au maréchal Pétain. Grand résistant, il est à la tête du Comité du Front national clandestin pour la libération de la zone Sud, abrite des Juifs, et cache dans le jardin de sa maison de Pommiers (Rhône) l'argent servant aux actions de sauvetage des Juifs. Il diffuse aussi un journal clandestin, Le Patriote Beaujolais.
Il est proche du rabbin David Feuerwerker, grand-Rabbin de Lyon, à la Libération.
Maire de Lyon (gouvernement provisoire) de la Libération jusqu'au retour d'Édouard Herriot (1944-1945), il est président de l'Entraide française (1945-1947), membre en 1947, au titre de résistant, de la Commission parlementaire chargée d'enquêter sur les évènements survenus en France de 1933 à 1945, président de la Conférence internationale du travail (San Francisco, 1948) et s'occupe à nouveau des migrants. Il préside notamment le Comité d'aide et de défense des immigrés et diverses autres œuvres sociales :
- les Œuvres hospitalières françaises de l'ordre de Malte ;
- le Comité des Œuvres sociales de l'Armée du salut ;
- la Société nationale d'encouragement au bien ;
- la Société d'histoire de la Révolution de 1848 ;
- l'Entraide des femmes françaises ;
- la Fondation Foch (Fondation médicale franco-américaine du Mont Valérien), liée à l'hôpital Foch[12] ;
- la Ligue nationale contre le cancer ;
- la Ligue internationale contre le cancer.

Sous sa présidence, l'association « comité français pour la défense des immigrés » a publié en février 1951 aux éditions sociales Pages de gloire des 23. C'est la première réelle publication rappelant l'action des combattants des FTP-MOI, résistants de la région parisienne, de l'Affiche rouge, ou « Groupe Boczov-Rayman-Manouchian », livre illustré sur les FTP-MOI, avec l'association des anciens FTP, avec une post-face de Charles Tillon et dont il écrit la préface.
Justin Godart s'est enfin impliqué pour la cause des Albanais, des Bulgares, des Arméniens, des Indochinois puis des Vietnamiens : il crée pour eux l'association « France-Vietnam » en 1946 pour aider Hô Chi Minh dans sa lutte pour l'indépendance.

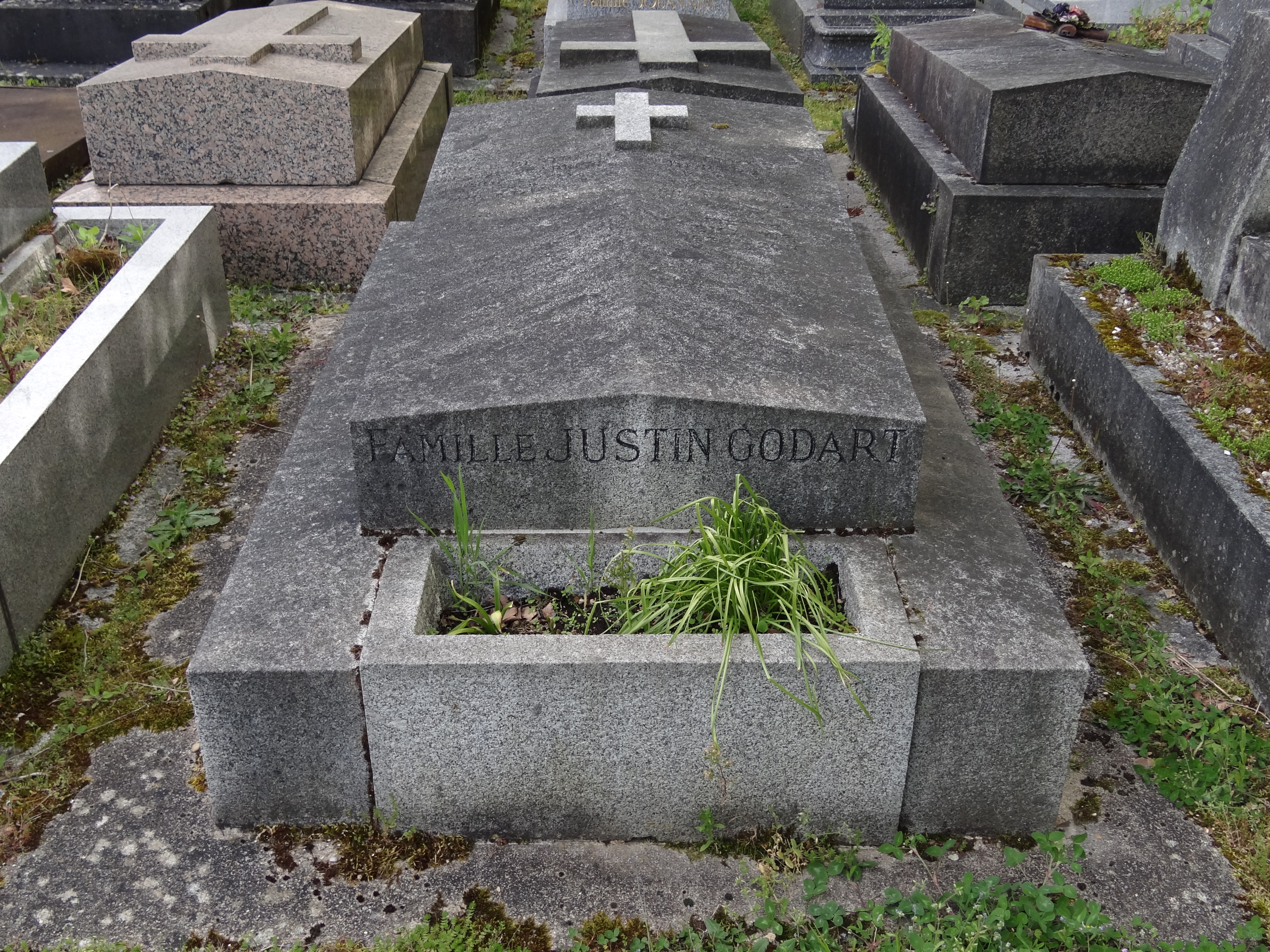
La tombe de Justin Godart au cimetière parisien de Bagneux (Hauts-de-Seine).

Il meurt en son domicile, 9 quai Voltaire dans le 7e arrondissement de Paris le 13 décembre 1956.

## Fonctions ministérielles

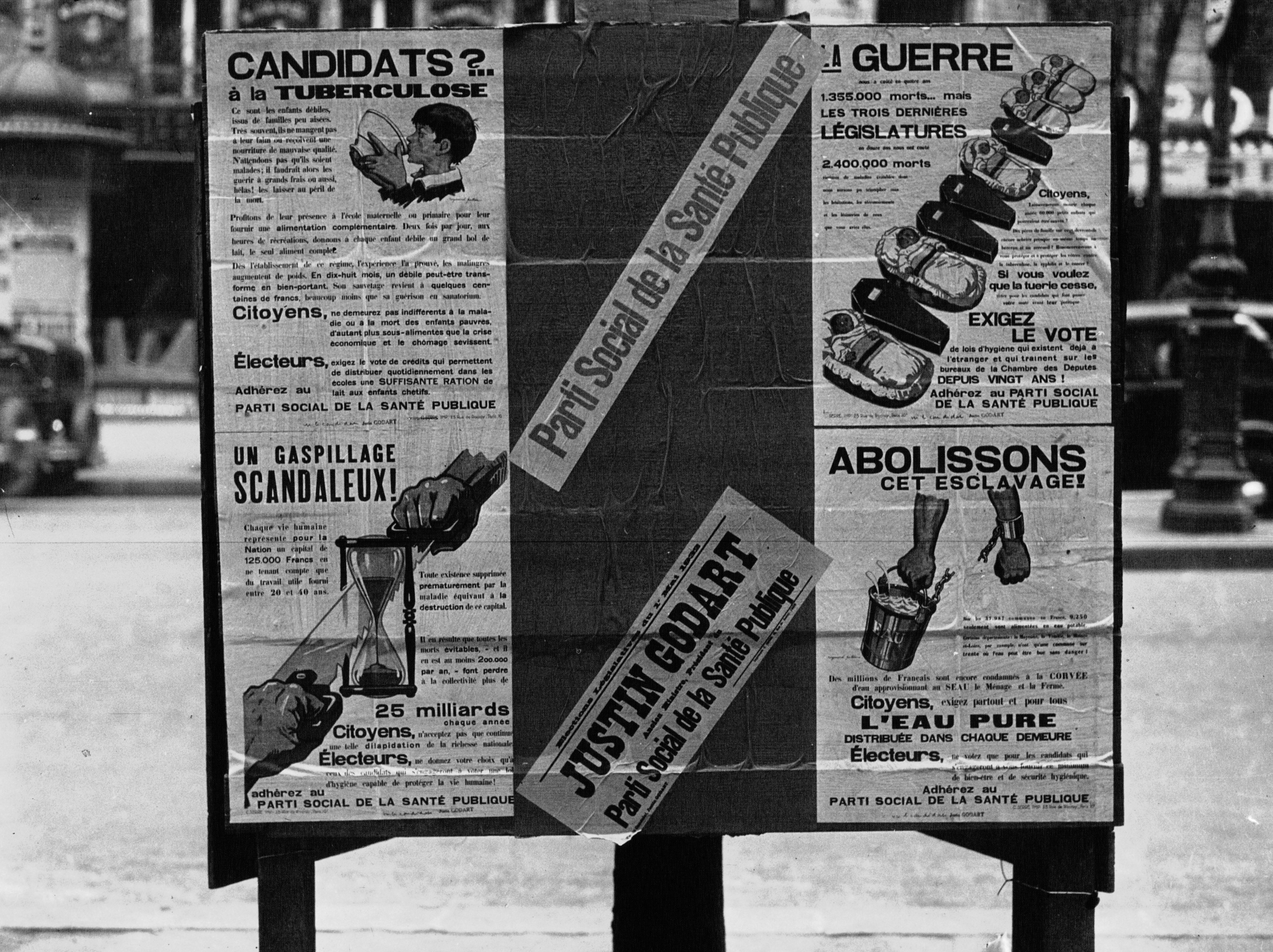
Affiches électrorales en 1932.

- Sous-secrétaire d'État à la Guerre (Service de Santé militaire) du 1er juillet au 29 octobre 1915 dans le gouvernement René Viviani (2)
- Sous-secrétaire d'État à la Guerre (Service de Santé militaire) du 29 octobre 1915 au 12 décembre 1916 dans le gouvernement Aristide Briand (5)
- Sous-secrétaire d'État à la Guerre (Service de Santé) puis sous-secrétaire d'État au Service de santé, du 12 décembre 1916 au 5 février 1918 dans les gouvernements Aristide Briand (6), Alexandre Ribot (5), Paul Painlevé (1), Georges Clemenceau (2)
- Ministre du Travail, de l'Hygiène, de l'Assistance et de la Prévoyance sociale, du 14 juin 1924 au 17 avril 1925 dans le gouvernement Édouard Herriot (1)
- Ministre de la Santé publique du 3 juin au 18 décembre 1932 dans le gouvernement Édouard Herriot (3)

## Prix et hommages
- En 1919 il reçoit la Army Distinguished Service Medal[16].
- En juin 2001 s'est tenu au Sénat (Paris) un colloque à son sujet, organisé par l'Œuvre de secours aux enfants intitulé : « Un homme dans son siècle ».
- En 2004, la médaille de Juste parmi les nations lui est décernée à titre posthume[17].
- En 2006, est inaugurée, dans le 6e arrondissement de Paris, une place Justin-Godart, face au Louvre sur le quai Malaquais. À Lyon, c'est une rue du plateau de La Croix-Rousse qui porte son nom depuis plusieurs années.

### Décorations

#### Décorations françaises
- Commandeur de la Légion d'honneur
- Croix de guerre 1914–1918 (France) avec deux citations à l'ordre de l'armée

#### Décorations étrangères
- Bailli grand-croix de l'ordre souverain de Malte ( Ordre souverain de Malte)
- Distinguished Service Cross ( États-Unis)
- Ordre de l'Empire britannique à titre civil, chevalier commandeur ( Royaume-Uni)
- Grand-croix de l'ordre de la Couronne ( Belgique)
- Grand officier de l'ordre de Léopold ( Belgique)
- Chevalier grand-croix de l'ordre du Lion d'or de la maison de Nassau ( Pays-Bas)
- Grand-croix de l'ordre de Saint-Alexandre ( Royaume de Bulgarie)
- Grand-croix de l'ordre royal de Saint-Sava ( Royaume de Serbie)
- Grand officier de l'ordre de la Couronne d'Italie ( Royaume d'Italie)
- Grand-croix de l'ordre du prince Danilo Ier ( Royaume du Monténégro)
- Grand-croix de l'ordre de Skanderbeg ( Albanie)
- Grand-croix de l'ordre Polonia Restituta ( Pologne)

### Distinctions universitaires
- Prix Montyon de l'Académie française (1936)
- Docteur honoris causa de l'université de Columbia à New York
- Docteur honoris causa de l'université Saint-Clément-d'Ohrid de Sofia

### Toponymies
- Place Justin-Godart, créée en 2005 à Paris (6e arrondissement)
- Rue Justin-Godart, à Lyon (4e arrondissement)
- Rue Justin-Godart, à Villefranche-sur-Saône
- Avenue Justin-Godart, à Suresnes
- Rruga Justin Godart (sic), à Durrës (Albanie)
- Rruga Justin Godard, à Shkodër (Albanie)
- Rruga Justin Godard, à Vlora (Albanie)
- Rruga Justin Godard, à Tirana (Albanie)

## Lyon et «lyonnaiseries»
Justin Godart est un défenseur et un constructeur de l’identité lyonnaise. Son amour de Lyon s’exprime par son goût pour les « lyonnaiseries » historiques et ethnographiques. Il laisse en tant qu'historien lyonnais une bibliographie importante.
Le 21 novembre 1920, sous le pseudonyme de Catherin Bugnard, il crée l'Académie des Pierres Plantées, afin de défendre les traditions lyonnaises et le parler lyonnais. C'est également sous ce nom qu'il publie La Plaisante Sagesse lyonnaise, célèbre recueil de maximes et réflexions morales lyonnaises. Grand collectionneur de marionnettes, il fut également le président fondateur de l'association Les amis de Guignol, devenue par la suite Amis de Lyon et Guignol.
Il préside la Société des Sciences, Arts et Belles-Lettres du Beaujolais en 1936 et contribue à sa renaissance après-guerre sous le nom d'Académie de Villefranche et du Beaujolais.

## Publications
- Travailleurs et métiers lyonnais, Bernoux et Cumin, Lyon, 1909
- La boucherie lyonnaise sous l'ancien régime, Nicolas, Lyon, 1900
- La juridiction consulaire à Lyon : la conservation des privilèges royaux des foires (1436-1791), le tribunal de commerce (1791-1905), Lyon, A. Rey, 1905, VIII-429 p.
- Travailleurs et métiers lyonnais, Cumin er Masson, Lyon, 1909
- Laurent Mourguet et Guignol, Lyon, 1912
- La Plaisante Sagesse lyonnaise, maximes et réflexions morales recueillies par Catherin Bugnard, 1920
- Marcel Roux, graveur lyonnais, Audin éditeur, Lyon, 1922
- L'Albanie en 1921, 1922
- Le journal d'un bourgeois de Lyon en 1848, PUF, Paris, 1924
- La tristesse lyonnaise sous l'ancien régime, Camus et Carsat, Lyon, 1927
- La Révolution de 1830 à Lyon, PUF, Paris, 1930
- Le Jansénisme à Lyon : Benoît Fourgon (1687-1773), Librairie Félix Alcan, 1934
- Anthologie du Jeu de boules, éditions du Cuvier, Villefranche, 1938
- Les Voraces à Lyon en 1848, 1948